# Psychotria cuspidata
Psychotria cuspidata är en måreväxtart som beskrevs av Bredem. och Schult.. Psychotria cuspidata ingår i släktet Psychotria och familjen måreväxter. Inga underarter finns listade i Catalogue of Life.